# Kaysersberg
Kaysersberg (en alsaciano Kaisersbari) era una comuna francesa situada en Alsacia, de la región del Gran Este, que el 1 de enero de 2016 pasó a ser una comuna delegada de la comuna nueva de Kaysersberg-Vignoble al fusionarse con las comunas de Kientzheim y Sigolsheim.

## Historia
Ciudad imperial libre, en 1632 sería ocupada por las tropas suecas de Gustaf Horn, después de su derrota en  Nördlingen y Willstätt se retiran en septiembre de 1634. La villa queda bajo protección francesa, hasta su anexión en 1679. 

## Demografía
| Gráfica de evolución demográfica de Kaysersberg entre 1800 y 2013 |
|                                                                   |

Los datos demográficos contemplados en este gráfico de la comuna de Kaysersberg se han cogido de 1800 a 1999 de la página francesa EHESS/Cassini, y los demás datos de la página del INSEE.